# CD Tenerife
Club Deportivo Tenerife, S.A.D. là một câu lạc bộ bóng đá Tây Ban Nha có trụ sở tại Santa Cruz de Tenerife, Tenerife, thuộc quần đảo Canaria. Được thành lập năm 1912, hiện tai câu lạc bộ này đang chơi tại nhóm hạng nhì Segunda División và tổ chức các trận đấu của mình tại sân nhà Estadio Heliodoro Rodríguez López với sức chứa 22.824 chỗ.

## Lịch sử

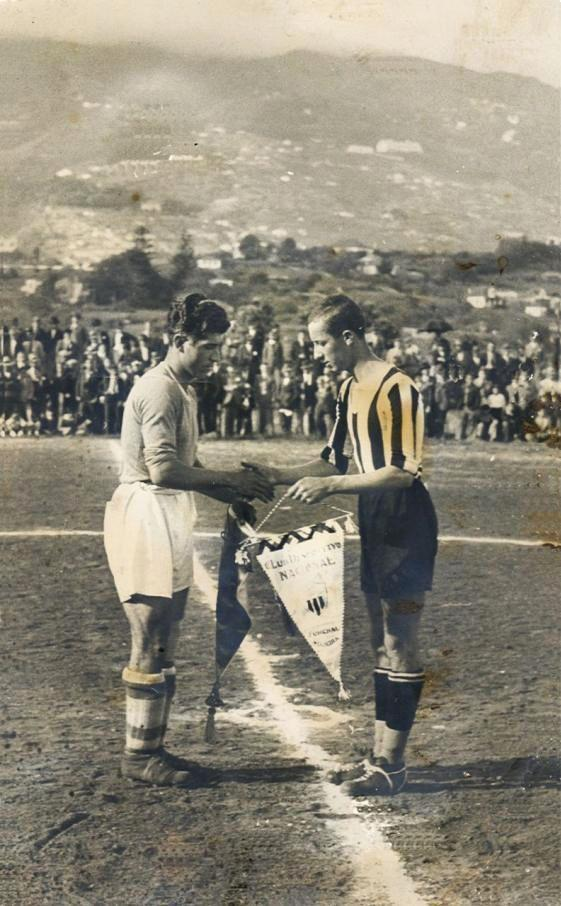
Trận đấu giữa CD Nacional của Madeira và CD Tenerife năm 1925.

Club Deportivo Tenerife được thành lập năm 1912 với tên gọi Sporting Club Tenerife, câu lạc bộ này đã được sáp nhập giữa hai hay nhiều câu lạc bộ bóng đá trên đảo. Câu lạc bộ này đã đổi tên thành Club Deportivo Tenerife năm 1922. La Liga bắt đầu vào năm 1928, nhưng đội đã chơi ở các giải đấu cấp khu vực cho đến khi câu lạc bộ được thăng lên hạng nhì Segunda División vào năm 1953. Câu lạc bộ này lần đầu tiên đạt đến vị trí đầu bảng năm 1961, ngay lập tức bị xuống hạng và, trong 27 năm sau đó, đã chơi gần như độc nhất ở giải hạng nhì, cũng trải qua ba năm ở bảng hạng ba Tercera División và hạng sáu - năm liên tiếp - tại Segunda División B, hạng mới được tạo ra ba năm sau đó (năm 1978).
Năm 1985, khi Tenerife được chuyển sang cho đội thứ ba lần thứ hai, Javier Pérez trở thành chủ tịch của câu lạc bộ. Đội đã được thăng cấp trong năm nay ở cấp thứ hai, và hai năm sau trở lại vị trí đầu tiên sau khi chiến thắng trong trận play-off với Real Betis (4-1 trên tổng số).
Năm 1991, Jorge Valdano đã làm giám đốc câu lạc bộ này. Trong mùa giải đầu tiên, câu lạc bộ này hầu như không tránh khỏi sự xuống hạng, nhưng đã kết thúc ở vị trí thứ năm trong năm tiếp theo, và cuối cùng đã vươn tới vị trí thứ 16 trong cúp UEFA tiếp theo, thua Juventus 2-4 trên tổng số.

## Cầu thủ

### Đội hình hiện tại
Tính đến ngày 10/1/2024
Ghi chú: Quốc kỳ chỉ đội tuyển quốc gia được xác định rõ trong điều lệ tư cách FIFA. Các cầu thủ có thể giữ hơn một quốc tịch ngoài FIFA.
| Số | VT | Quốc gia    | Cầu thủ                               |
| -- | -- | ----------- | ------------------------------------- |
| 1  | TM | Tây Ban Nha | Juan Soriano                          |
| 2  | HV | Tây Ban Nha | Aitor Buñuel                          |
| 3  | HV | Tây Ban Nha | Fernando Medrano                      |
| 4  | HV | Tây Ban Nha | José León                             |
| 5  | HV | Tây Ban Nha | Sergio González                       |
| 6  | HV | Tây Ban Nha | José Amo                              |
| 8  | TV | Tây Ban Nha | Javi Alonso                           |
| 9  | TĐ | Tây Ban Nha | Ángel Rodríguez                       |
| 10 | TV | Tây Ban Nha | Álex Corredera                        |
| 11 | TV | Pháp        | Yanis Rahmani (mượn từ Eibar)         |
| 13 | TM | Tây Ban Nha | Tomeu Nadal                           |
| 14 | TV | Tây Ban Nha | Roberto López (mượn từ Real Sociedad) |
| 15 | TV | Pháp        | Yann Bodiger                          |
| 16 | TV | Tây Ban Nha | Aitor Sanz (đội trưởng)               |

| Số | VT | Quốc gia     | Cầu thủ                        |
| -- | -- | ------------ | ------------------------------ |
| 17 | TV | Tây Ban Nha  | Waldo Rubio                    |
| 18 | TĐ | Tây Ban Nha  | Enric Gallego                  |
| 19 | TV | Tây Ban Nha  | Álvaro Romero                  |
| 20 | TĐ | Tây Ban Nha  | Álvaro Jiménez (mượn từ Cádiz) |
| 21 | TV | Tây Ban Nha  | Teto Martín                    |
| 22 | HV | Pháp         | Jérémy Mellot                  |
| 23 | HV | Montenegro   | Nikola Šipčić                  |
| 24 | HV | Tây Ban Nha  | Nacho Martínez                 |
| 27 | TĐ | Tây Ban Nha  | Luismi Cruz (mượn từ Sevilla)  |
| 30 | TM | Tây Ban Nha  | Moha Ramos                     |
| 31 | HV | Tây Ban Nha  | Loïc Williams                  |
| 32 | HV | Tây Ban Nha  | Jesús Belza                    |
| 34 | HV | Tây Ban Nha  | Isaac Hernández                |
| 35 | TĐ | Guiné-Bissau | Salifo Caropitche              |

### Đội dự bị
Ghi chú: Quốc kỳ chỉ đội tuyển quốc gia được xác định rõ trong điều lệ tư cách FIFA. Các cầu thủ có thể giữ hơn một quốc tịch ngoài FIFA.
| Số | VT | Quốc gia    | Cầu thủ         |
| -- | -- | ----------- | --------------- |
| 29 | TĐ | Tây Ban Nha | Ethyan González |
| 33 | HV | Tây Ban Nha | Marcos Otero    |
| 36 | HV | Tây Ban Nha | César Álvarez   |
| 37 | TĐ | Tây Ban Nha | Airam Guzmán    |

| Số | VT | Quốc gia    | Cầu thủ           |
| -- | -- | ----------- | ----------------- |
| 38 | TĐ | Tây Ban Nha | Dawda Dambelleh   |
| 40 | TM | Tây Ban Nha | Sergio Aragoneses |
| 41 | TM | Tây Ban Nha | Martín Cascajo    |

### Cho mượn
Ghi chú: Quốc kỳ chỉ đội tuyển quốc gia được xác định rõ trong điều lệ tư cách FIFA. Các cầu thủ có thể giữ hơn một quốc tịch ngoài FIFA.
| Số | VT | Quốc gia    | Cầu thủ                                       |
| -- | -- | ----------- | --------------------------------------------- |
| —  | TM | Tây Ban Nha | Javi Díaz (tại Fuenlabrada đến 30/6/2024)     |
| —  | HV | Tây Ban Nha | David Rodríguez (tại Antequera đến 30/6/2024) |
| —  | HV | Tây Ban Nha | Jeremy Socorro (tại Antequera đến 30/6/2024)  |
| —  | TV | Tây Ban Nha | Pablo Hernández (tại Melilla đến 30/6/2024)   |
| —  | TV | Tây Ban Nha | Rubén Díez (tại Ibiza đến 30/6/2024)          |

| Số | VT | Quốc gia    | Cầu thủ                                    |
| -- | -- | ----------- | ------------------------------------------ |
| —  | TV | Ghana       | Mo Dauda (tại Eldense đến 30/6/2024)       |
| —  | TĐ | Tây Ban Nha | Dani Selma (tại Alcoyano đến 30/6/2024)    |
| —  | TĐ | Tây Ban Nha | Jorge Padilla (tại Mérida đến 30/6/2024)   |
| —  | TĐ | Tây Ban Nha | Alassan Manjam (tại Melilla đến 30/6/2024) |
| —  | TĐ | Tây Ban Nha | Elady Zorrilla (tại Huesca đến 30/6/2024)  |